# José Luis Barcelona
José Luis Barcelona Jarabo (Borja, Zaragoza, 24 de septiembre de 1932-Barcelona, 9 de enero de 2017) fue un periodista español.

## Biografía
Tras acabar el Bachillerato se trasladó a Barcelona y trabajó en banca durante cinco años. Más adelante inició su carrera profesional en el mundo de las comunicaciones, ingresando en Radio Juventud como locutor y actor. 
Ingresó en TVE en 1959 por oposición. Fue uno de los pioneros que estuvieron presentes en el nacimiento y el primer desarrollo de Televisión Española. Desde los estudios de Miramar, inaugurados en 1959, y al tiempo que otros profesionales, como Mario Cabré, Federico Gallo o Mario Beut, presentó numerosos espectáculos de variedades, concursos, entrevistas hasta retirarse definitivamente del mundo profesional.

## Trayectoria en televisión
- Música en su pantalla (1959).
- Primer aplauso (1959).
- Club del martes (1960-1961).
- Orbe (1961).
- Discorama (1964-1965).
- Reina por un día (1964-1965).
- Lección de ocio (1964-1965).
- Eurofestival (1964).
- Salto a la fama (1964).
- Kilómetro lanzado (1966).
- Musical (1967).
- Carrusel del domingo (1970).
- Canciones de una vida (1979-1980).